# 滕傑

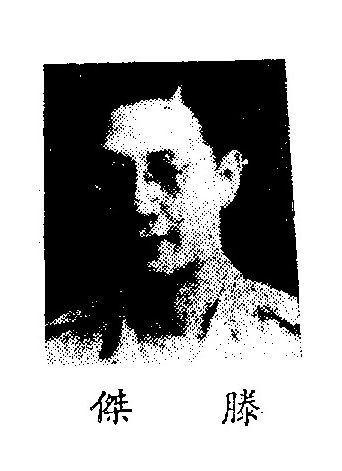
出席制憲國民大會的滕傑

滕傑（1906年1月25日—2004年7月4日），号俊夫。江蘇省淮安府阜寧縣人。中華民國軍事將領、政治人物。

## 早年經歷
滕傑自黄埔軍官学校第4期步兵科毕业後，赴日本留学，入明治大学学习政治经济。归国後参加国民革命軍北伐，任国民革命軍总司令部政治部副主任，後来改任国民政府軍事委員会委員長侍从室第四組組長。1932年（民国二十一年）3月1日，滕傑協助籌組的三民主義力行社（力行社）正式成立，蔣中正被推為社長（統稱領袖），騰傑任常務幹事（另四人為：賀衷寒、康澤、桂永清、潘佑強）兼首任書記。1933年3月8日，旗下成立第三層級（負責執行）的 中華復興社（復興社），騰傑兼任書記。1933年（民国二十二年），任中央陸軍軍官学校政訓处处長。1934年（民国二十三年）赴欧洲考察政治经济。1935年（民国二十四年）夏之后，历任湖南省政府参議兼湖南省軍管区参謀長。

## 中年經歷
1937年抗战爆发后，1939年任国民政府軍事委員会战时工作干部训练团第一团（战干一团）政治部主任、国民政府軍事委員会政治部办公厅主任。1941年11月，滕傑被任命為準備階段的三民主義青年團中央幹事會幹事。1943年2月，三民主義青年團正式成立，出任中央幹事會幹事，並晉升陸軍少將。

1945年8月日本投降后，任第三戰區長官部中将政治部主任，从重庆飞抵杭州上任，全面撤换了上一任邓文仪的班底。1945年12月随第三战区司令长官部调徐州，任徐州綏靖公署政治部主任。1946年11月，當選制憲國民大會代表。1947年3月，出任立法院立法委員。1947年11月，當選行憲國民大會代表，並任中國國民黨國民大會黨部書記長。同年中，出任陸軍總司令部徐州司令部秘書長兼中央訓練團徐州分團教育長。
1948年12月22日，中國國民黨中央常務委員會批准南京市市長沈怡辭職，由滕傑繼任:8758。12月24日，時任中華民國總統蔣中正特任命滕傑為南京市市長兼南京市黨部主任委員，原任沈怡准免本職:8759。
1949年4月22日，解放军攻占南京城前一日，滕傑仍在办公、签署及发布命令。随后逃离南京，去往臺灣，是為中華民國最後一位南京市市長。

滕傑到臺灣後，擔任中國國民黨國民大會黨部書記長、第9屆至第15屆中國國民黨中央評議委員。此外，他還歷任國防研究院講座、中央信托局理事會主席、光復大陸設計研究委員會委員、政治作戰幹部學校教授。

## 晚年經歷
1981年，滕傑任臺灣軍火輸出貿易公司董事長。
1990年1月21日，滕傑組織中國全民民主統一會，任會長。3月中旬，以滕傑為首的國民大會代表們準備推選司法院院長林洋港與蔣緯國參加該任正副總統選舉以對抗李登輝與李元簇的參選組合。同年，滕傑協助安排鄧文儀訪問中華人民共和國，會見徐向前與鄧小平。
2004年（民國93年）7月4日，滕傑在臺北榮民總醫院逝世，享年99歲，靈骨奉安於國軍示範公墓國軍忠靈殿浩天廳B區。

## 著作
- 《我國憲法與政黨政治》
- 《組織戰》
- 《民族復興運動》
- 《從抗日到反獨：滕傑口述歷史》：滕傑口述、勞政武編撰，淨名文化中心2014年初版，ISBN 9789868715929

## 參閱
- 1990年中華民國總統選舉

| 前任：沈怡 | 南京市市長1948年12月－1949年4月 | 繼任：（废止） |